# Microcytaire anemie
Microcytaire anemie is een vorm van een bloedarmoede (anemie) waarbij de rode bloedcellen kleiner (micro) zijn dan normaal. Dit wil zeggen, als het MCV (Mean Corpuscular Volume) onder de referentie waarde zit (referentie waarde ligt tussen 80-100 fL).
Een veel voorkomende oorzaak is een ijzergebreksanemie (door een verlaagd ferritine of ijzergehalte). Dit komt omdat het ijzer tijdens het aanmaken van rode bloedcellen (erytrocyten) wordt gebonden aan het hemoglobine van de erytrocyt. Bij een ijzergebreksanemie is er ijzer tekort, en dit zorgt ervoor dat minder hemoglobine gebonden wordt. Dit zorgt ervoor dat er minder hemoglobine aanwezig is in de erytrocyt. Omdat er dus minder inhoud in de erytrocyt zit, is deze dus kleiner. Als het om een ijzergebreksanemie gaat als oorzaak, is het aantal rode bloedcellen normaal. Het MCV is verlaagd maar de hoeveelheid rode bloedcellen blijft normaal, omdat de aanmaak niet minder is geworden.
Een andere oorzaak is een thalassemie. Dit is een ziekte waarbij het hemoglobine niet goed wordt aangemaakt. Dit zorgt ook voor een verminderde cel inhoud, dus de kleinere erytrocyten. Een verschil met de ijzergebreksanemie is dat hierbij wel het aantal rode bloedcellen afneemt omdat het lichaam de verkeerde rode bloedcellen herkent en afbreekt. Dit is dus een chronische ziekte. 
Als zich bij een microcytaire anemie een thalassemie voordoet wordt er vaak bloedtransfusies uitgevoerd om het aantal rode bloedcellen (en dus het hemoglobine-gehalte) op peil te houden. Bij sprake van een ijzergebreksanemie wordt er achterhaald waar het ijzer gebrek door komt en hiervoor behandeld.